# کراسنایا گورکا (شهرستان باکالینسکی، باشقیرستان)
کراسنایا گورکا (به لاتین: Krasnaya Gorka) یک منطقهٔ مسکونی در روسیه است که در باشقیرستان واقع شده‌است.